# Peter Großmann (Journalist)

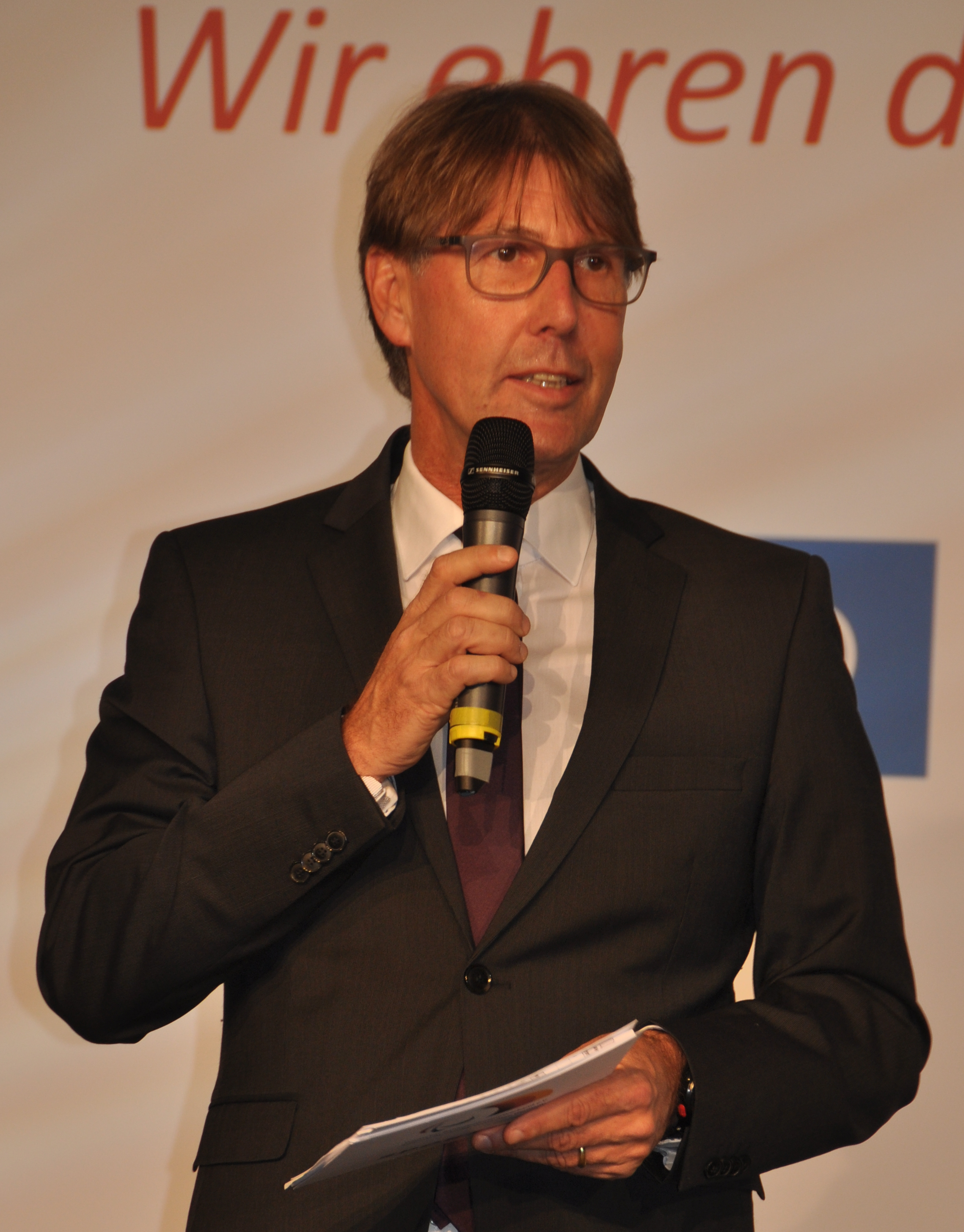
Peter Großmann bei der Ehrung der Behindertensportler des Jahres 2017

Peter Großmann (* 9. März 1963 in Dortmund) ist ein deutscher Moderator, Journalist und Musiker.

## Jugend
Als Jugendlicher war Großmann Mitglied einiger Bands, darunter von The Void. Nach seinem Studium zum Diplom-Sportlehrer war er ab 1987 als Sänger für acht Jahre Mitglied der Dortmunder Band Strandjungs, einer Pop- und Schlagermusikgruppe, die im Wesentlichen Lieder der Beach Boys mit deutschen Texten versahen.

## Journalismus
Ab Anfang der 1990er war er Moderator beim Lokalradio Radio Dortmund. Nach dem Ende des Senders 1994 war er kurz bei SDR1 tätig. 1995 wechselte er als Moderator und Autor zur neu gegründeten Jugendwelle Eins Live des WDR, wo er unter anderem die Radio-Comedy Eins Live Ponyhof mitschrieb und für die Sendung Sonderbar den VIVA Comet in der Kategorie Beste Radiosendung erhielt. Seit Mai 2017 moderiert Peter Großmann auf WDR 4 die Sendung Ab ins Wochenende.
1996 übernahm Großmann im ARD-Morgenmagazin die Moderation des Sportteils (als bisher dienstältestes Redaktionsmitglied) und ist auch sonst als Sportkommentator und -reporter im ARD-Programm tätig. Daneben ist er als Reporter der WDR-Sendung Sport im Westen unterwegs. An der Koch-Show Das perfekte Promi-Dinner des Fernsehsenders VOX nahm er 2010 teil. Im Jahr 2012 gewann er mit dem Team des ARD-Morgenmagazins den deutschen Fernsehpreis.
Im Mai 2009 veröffentlichte Großmann mit Hademar Bankhofer das Buch Naturdoping. 2010 erschienen zwei weitere Bücher: Dumm kickt gut (zusammen mit Ingo Froböse) beschäftigt sich mit Sportirrtümern, Jedes Kind kann Sport ist ein sportlicher Ratgeber für Kinder. 2012 folgte Ist es wahre Leidenschaft oder nur erhöhter Blutdruck? und 2013 veröffentlichte er Dieser Weg wird kein leichter sein, die Biographie des Fußballers Gerald Asamoah. Im Mai 2015 erschien die dreibändige Kinderbuchreihe Fortuna Girls über eine Mädchen-Fußballmannschaft, die Peter Großmann erdacht und zusammen mit Nia Künzer geschrieben hat. Seit Oktober 2016 ist Das Leben kann so einfach sein auf dem Markt. Im September 2017 erschien ein Bewegungs- und Ernährungsbuch für Kinder.
Von 2019 bis zur Einstellung der Sendung 2023 war er Moderator bei Live nach neun.

## Privatleben
Großmann lebt in Dortmund, ist verheiratet und hat zwei Kinder.

## Veröffentlichungen
- Naturdoping, mit Hademar Bankhofer, 2009.
- Dumm kickt gut, mit Ingo Froböse, 2010.
- Jedes Kind kann Sport, 2010.
- Ist es wahre Leidenschaft oder nur erhöhter Blutdruck?, mit Ingo Froböse, 2012.
- Dieser Weg wird kein leichter sein, Biographie Gerald Asamoah, 2013.
- Fortuna Girls, mit Nia Künzer, 2015. Band 1: Das Spiel beginnt. Band 2: Nichts kann uns stoppen. Band 3: Mehr als ein Sieg.
- Das Leben kann so einfach sein, mit Ingo Froböse, 2016.
- Der kleine Sporticus, mit Ingo Froböse, September 2017